# Pourewa Island
Pourewa Island ist eine 42 Hektar große Insel am südlichen Rand der Tolaga Bay an der Ostküste der Nordinsel Neuseelands.
Sie stellt mit den gegenüberliegenden Mitre Rocks den Zugang zu Cook’s Cove dar, der Bucht, in der der Seefahrer und Entdecker Kapitän James Cook am 23. Oktober 1769 mit der Bark Endeavour vor Anker ging, um frisches Wasser und Proviant aufzunehmen. Die Insel war früher auch als Spöring Island bekannt. Dieser Name wurde ihr von Kapitän Cook zu Ehren des schwedisch-finnischen Zeichners und Naturforschers Herman Spöring gegeben. Spöring war Mitglied der Crew an Bord und auf Abordnung der Royal Society mit auf der Expedition.
Aus Cook’s Überlieferungen ist bekannt, dass die Insel bewohnt war und aus Māori-Quellen ist bekannt, dass Hinematioro, eine hochgestellte und berühmte Frau dort gewohnt hatte. Sie starb 1823. 1885 wurde eine geschnitzte Figur, die als Pfostenverkleidung für ein Haus diente, im Schlamm gefunden. Ortsansässige Māori ordneten diese Figur Hinematioro's Haus zu. Ein weiteres Beweisstück ist im Tuebinger Institut für Ethnologie zu finden. Es soll das Geschenk von Hinematioro an den Botaniker Joseph Banks gewesen sein, der im Oktober 1769 mit an Bord der Endeavour war.
1990 wurde ein Stück Felsen der Insel in ein Denkmal in Spörings Geburtsort Åbo in Finnland integriert. Damit wurde Spöring als erster Finne, der seinen Fuß auf neuseeländischen Boden gesetzt hatte, geehrt.